# Scott Rueck
Scott Rueck (Hillsboro, Oregon, 1969. július 18. –) amerikai kosárlabdaedző, 2010-től az Oregon State Beavers női kosárlabdacsapatának vezetőedzője.

## Fiatalkora
A Glencoe középiskolába járt, melynek első kosárlabdaedzője édesapja volt. Sporttudományi alapdiplomáját 1991-ben szerezte az Oregoni Állami Egyetemen; tanulmányai alatt a Santiam középiskola edzője volt. Testnevelési mesterdiplomáját 1993-ban szerezte az OSU-n.

## Pályafutása
1993-ban a George Fox Egyetem munkatársa lett; 1995–1996-ban a teniszcsapat, 1996 és 2010 között pedig a női kosárlabdacsapat vezetőedzője volt. 2007 és 2010 között eredményük 85–8 volt, és a Northwest Conference négyszer választotta az év edzőjének. 2009-ben 32–0-s eredményt értek el és az NCAA III-as divíziójának országos bajnokai lettek, Ruecket pedig a divízió az év edzőjének választotta. A Bruinsnál töltött 14 éve alatt összesített eredménye 288–88.
2010 júliusában az Oregon State Beaversnél LaVonda Wagner utódja lett. Nyolc NCAA-bajnokságon (közte hét egyenes kiesésesen) vettek részt és minden alkalommal legalább a második fordulóig jutottak. 2016. március 28-án a Baylor Bearst legyőzve a legjobb négy közé jutottak. 32–5-ös eredménnyel ez volt a legjobb szezonjuk.

## Családja
Felesége Kerry Aillaud. Három gyermekük (Cole, Kate és Mackey) született.

## Eredményei vezetőedzőként
| Szezon                                                                                                | Eredmény                                 | Eredmény                                 | Helyezés                                 | Továbbjutás                              |
| Szezon                                                                                                | Összesen                                 | Konferencia                              | Helyezés                                 | Továbbjutás                              |
| George Fox Bruins (Northwest Conference)                                                              | George Fox Bruins (Northwest Conference) | George Fox Bruins (Northwest Conference) | George Fox Bruins (Northwest Conference) | George Fox Bruins (Northwest Conference) |
| --- | ---------------------------------------- | ---------------------------------------- | ---------------------------------------- | ---------------------------------------- |
| 1996–97                                                                                               | 15–10                                    | 11–5                                     | –                                        | –                                        |
| 1997–98                                                                                               | 16–9                                     | 13–5                                     | –                                        | –                                        |
| 1998–99                                                                                               | 18–6                                     | 14–4                                     | –                                        | –                                        |
| 1999–00                                                                                               | 23–5                                     | 14–2                                     | T–1.                                     | NCAA Sweet Sixteen                       |
| 2000–01                                                                                               | 23–3                                     | 15–1                                     | 1.                                       | NCAA második kör                         |
| 2001–02                                                                                               | 20–6                                     | 11–5                                     | T–3.                                     |                                          |
| 2002–03                                                                                               | 15–10                                    | 10–6                                     | 4.                                       | –                                        |
| 2003–04                                                                                               | 13–12                                    | 7–9                                      | 5.                                       | –                                        |
| 2004–05                                                                                               | 22–6                                     | 14–2                                     | 1.                                       | NCAA Elite Eight                         |
| 2005–06                                                                                               | 19–6                                     | 10–6                                     | T–3.                                     | –                                        |
| 2006–07                                                                                               | 19–7                                     | 13–3                                     | T–1.                                     | NCAA második kör                         |
| 2007–08                                                                                               | 25–5                                     | 14–2                                     | T–1.                                     | NCAA Sweet Sixteen                       |
| 2008–09                                                                                               | 32–0                                     | 16–0                                     | 1.                                       | NCAA bajnok                              |
| 2009–10                                                                                               | 28–3                                     | 16–0                                     | 1.                                       | NCAA Elite Eight                         |
| Összesen:                                                                                             | 288–88 (.766)                            | 178–50 (.781)                            | –                                        | –                                        |
| Oregon State Beavers (Pacific-10/Pac-12 Conference)                                                   |                                          |                                          |                                          |                                          |
| 2010–11                                                                                               | 9–21                                     | 2–16                                     | 10.                                      | –                                        |
| 2011–12                                                                                               | 20–13                                    | 9–9                                      | T–5.                                     | WNIT harmadik kör                        |
| 2012–13                                                                                               | 10–23                                    | 4–14                                     | T–11.                                    | –                                        |
| 2013–14                                                                                               | 24–11                                    | 13–5                                     | T–2.                                     | NCAA második kör                         |
| 2014–15                                                                                               | 27–5                                     | 16–2                                     | 1.                                       | NCAA második kör                         |
| 2015–16                                                                                               | 32–5                                     | 16–2                                     | T–1.                                     | NCAA Final Four                          |
| 2016–17                                                                                               | 31–5                                     | 16–2                                     | 1.                                       | NCAA Sweet Sixteen                       |
| 2017–18                                                                                               | 26–8                                     | 14–4                                     | T–3.                                     | NCAA Elite Eight                         |
| 2018–19                                                                                               | 26–8                                     | 14–4                                     | 3.                                       | Sweet Sixteen                            |
| 2019–20                                                                                               | 23–9                                     | 10–8                                     | T–5.                                     | A rájátszás elmaradt                     |
| 2020–21                                                                                               | 12–8                                     | 7–6                                      | 5.                                       | NCAA második kör                         |
| 2021–22                                                                                               | 17–14                                    | 6–9                                      | 8.                                       | –                                        |
| 2022–23                                                                                               | 13–18                                    | 4–14                                     | T–10.                                    | –                                        |
| 2023–24                                                                                               | 27–8                                     | 12–6                                     | 4.                                       | NCAA Elite Eight                         |
| Eredmény:                                                                                             | 297–154 (.659)                           | 143–101 (.586)                           | –                                        | –                                        |
| Összesen:                                                                                             | 585–242 (.707)                           | –                                        | –                                        | –                                        |
| Jelmagyarázat: Országos bajnok Konferenciaszezon-bajnok Konferenciaszezon- és konferenciatorna-bajnok |                                          |                                          |                                          |                                          |

## Fordítás
- Ez a szócikk részben vagy egészben  a   Scott Rueck című angol Wikipédia-szócikk ezen változatának fordításán alapul.  Az eredeti cikk szerkesztőit annak laptörténete sorolja fel. Ez a jelzés csupán a megfogalmazás eredetét és a szerzői jogokat jelzi, nem szolgál a cikkben szereplő információk forrásmegjelöléseként.